# Triclorură de bor
Triclorura de bor este un compus chimic al borului cu clorul cu formula chimică BCl3.